# アネット・ベーム
アネット・ベーム（Annett Böhm 1980年1月8日- ）はドイツのザクセン州・メラーネ出身の柔道選手。現役時代は70kg級の選手。179cmの長身。

## 人物
7歳の時に柔道を始める。大阪の世界選手権では上野雅恵に寝技で一本負けを喫したものの、3位となる。翌年のアテネオリンピックではオランダのエディス・ボッシュに敗れたが、3位に入る。
その後も国際大会では一定の活躍をするものの、北京オリンピックでは5位に終わり、現役を引退する。また、その一方で、2005年にはライプツィヒ大学でスポーツサイエンスの修士課程をおさめ、2007年からは同じ大学でジャーナリズム専攻の学生となった。
2010年から2011年まではIJF及びEJUのメディアチームの一員として、シェルドン・フランコ＝ロックスとともにIppon.TVの実況を担当していた。2013年秋から実況に復帰した。

## 主な戦績
- 1997年 - ヨーロッパジュニア選手権　優勝
- 1999年 - ヨーロッパジュニア選手権　2位
- 2001年 - ドイツ国際　2位
- 2001年 - 福岡国際　3位
- 2002年 - フランス国際　3位
- 2003年 - 世界選手権　3位
- 2004年 - アテネオリンピック　3位
- 2005年 - 世界選手権　5位
- 2006年 - ベルギー国際　優勝
- 2006年 - フランス国際　2位
- 2006年 - ドイツ国際　3位
- 2007年 - ブルガリア国際　優勝
- 2007年 - ドイツ国際　2位
- 2007年 - ロシア国際　優勝
- 2007年 - オランダ国際　2位
- 2008年 - 北京オリンピック　5位